# Dornier Do 23
Дорньє Do 23 (нім. Dornier Do 23) — німецький двомоторний середній бомбардувальник розробки компанії Dornier, що вироблявся на основі Do 11 і перебував на озброєнні Люфтваффе напередодні та в перші тижні Другої світової війни.

## Історія розробки та застосування
Протягом 1930-х років періоду Німеччина сприяла багатьом проєктам переозброєння, які явно суперечили вимогам Версальського договору за результатами Першої світової війни. Керівництво приділяло особливу увагу своїм бомбардувальним силам, і потай фахівці займалися розробкою декількох проєктів, до яких входив Dornier Do 23. Цей бомбардувальник став подальшим розвитком важкого бомбардувальника Do 11, що з'явився у 1932 році. Через постійні проблеми, що були в попередній моделі німецькі конструктори розробили модель Do 13, більш спрощеної версії попередника, головною відмінністю якої стали шасі, яке не вбиралося, і нова силова установка.
Конструктивно обидва бомбардувальники були практично ідентичні. За схемою Do 13 був суцільнометалевим монопланом з крилом високого розташування, однокільовим оперенням і закрилками типу Junkers. Екіпаж складався з п'яти осіб: пілота, другого пілота/бортінженера, бомбардира/носового стрілка, радиста і нижнього стрілка. На літаку встановлювалися двигуни Siemens-Halske Sh.22B-2 потужністю 650 к.с. на зльоті і 600 к.с. на висоті 1500 метрів і чотирилопатевий дерев'яний гвинт фіксованого кроку. Схема розташування вогневих точок Do 13 була аналогічна Do 11: носова турель, верхня турель за крилом і нижня кулеметна установка в середній частині фюзеляжу, кожна з одним 7,92-мм кулеметом MG-15. Бомбове навантаження, вагою до 1000 кг, розміщувалася на внутрішніх вузлах підвіски.
13 лютого 1933 року вперше піднявся у повітря прототип бомбардувальника Do 13. 1 вересня 1934 року почалися випробування Do 13е з посиленим крилом і фюзеляжем, зменшеним розмахом крила. Маса конструкції зросла майже на півтонни, але міцність і керованість літака значно покращилися. У такому вигляді машину визнали придатною для серійного виробництва, але з психологічних міркувань «нещасливе» позначення Do 13 змінили на Do 23.
У період з 1934 до 1935 року було побудовано 282 Dornier Do 23 для Люфтваффе, з яких 273 надійшли авіаційним підрозділам. У 1936 році машини були замінені першими версіями Do 17 і переведені на виконання навчальних функцій. Під час війни деякі літаки Do 23 використовувались як тральщики, відомі під назвою Minensuch — буквально німецькою мовою — літак для «пошуку мін» — і оснащені кільцем розмагнічування, що виробляє струм під планерами, щоб створити магнітне поле, яке приводило в дію занурені морські міни. Ці літаки, як правило, отримували суфікс «MS» для їхнього позначення, як це робилося з аналогічно обладнаними літаками типу Bv 138 MS або Ju 52MS.
До жовтня 1936 року, коли оснащені бомбардувальниками авіаполки були перейменовані в «Кампфгруппен» — «Бойові полки», в кожному з 12 полків дві ескадрильї були оснащені Ju 52/Зм і тільки одна Do 23g. Бомбардувальна авіація тепер включала наступні частини I./KG 153 у Мерсбурзі, II./KG 153 у Фінстервальде, III./KG 153 в Альтенбурзі, I./KG 154 в Ганновері, II./KG 154 у Вунсторфі, I./KG 155 у Гібельштадті, II./KG 155 в Ансбаху, III./KG 155 у Швебіш-Галлі, I./KG 253 в Готі, II./KG 253 в Ерфурті, III./ KG 253 в Нордгаузені та I./KG 254 в Дельменгорсті.

## Країни-оператори

### Використовували літаки
Третій Рейх
- Люфтваффе

 Угорське королівство
- Королівські повітряні сили Угорщини

## Літаки порівнянної ролі, конфігурації та епохи
- Armstrong Whitworth Whitley
- Handley Page Hampden
- CANT Z.1007
- Caproni Ca.135
- Savoia-Marchetti SM.81 Pipistrello
- PZL.37 Łoś
- Ар-2
- ДБ-3
- Douglas B-23 Dragon
- Martin B-10
- Dornier Do 11
- Heinkel He 111
- Amiot 143
- Lioré et Olivier LeO 45
- Mitsubishi Ki-21